# Marco Petrônio Sura Mamertino
Marco Petrônio Sura Mamertino (m. 190-192) foi um senador romano da gente Petrônia que serviu como cônsul em 182. Ele é famoso por ter sido um dos genros do imperador Marco Aurélio.

## História
Mamertino veio de uma família rica e bem relacionada de origem romano-africana, possivelmente do Egito. Seu pai, Marco Petrônio Mamertino, foi cônsul sufecto em 150 e seu mãe foi uma nobre de nome desconhecido. Mamertino tinha um irmão, Marco Petrônio Sura Setimiano, que serviu como cônsul em 190, e uma irmã que se casou com o ilustre senador Marco Antonino Âncio Lupo. Além disto, Mamertino era parente do famoso gramático romano Marco Cornélio Frontão.
Durante o reinado do imperador romano Marco Aurélio (r. 161-180), Mamertino se casou com uma de suas filhas, Ânia Cornifícia Faustina Menor. Em algum momento depois de 173, os dois tiveram um filho chamado Petrônio Antônio. É possível que o casal tenha estado num campo de inverno de Marco Aurélio no início de 180.
Quando o imperador morreu, neste mesmo ano, o irmão de Cornifícia Faustina, Cômodo, sucedeu o pai como imperador romano. Dois anos depois, Mamertino serviu como cônsul. Entre 190 e 192, Cômodo ordenou que Mamertino fosse executado juntamente com seu filho, seu irmão e toda a família da irmã dele. Apenas Cornifícia sobreviveu às perseguições políticas de seu irmão e mais tarde se casou novamente.